# W (یونیکس)

w یکی از دستورهای سیستم‌های عامل لینوکس و یونیکس است؛ که اطلاعاتی راجع به کاربرهای متصل شده به سیستم عامل و فعالیتشان می‌دهد.

## استفاده در خط فرمان
طرز استفادهٔ این دستور در خط فرمان لینوکس به این صورت است:
w [options] user [...]

## مثال
$ w
vivek    pts/0    192.168.1.6      14:10    3:24m  2.15s  0.00s dbus-launch --auto
root     pts/1    192.168.1.6      14:51    1:41m  0.16s  0.00s pager -s
nixcraft pts/2    192.168.1.6      14:52   13:07   0.41s  0.02s vi /etc/passwd
root     pts/3    192.168.1.6      17:21    3.00s  0.12s  0.01s w -h